# Juraj Mesík
Juraj Mesík (* 19. července 1962 Zvolen) je slovenský občanský a ekologický aktivista, bývalý československý politik Strany zelených (Strana zelených na Slovensku), po sametové revoluci poslanec Sněmovny národů Federálního shromáždění.

## Biografie
Vystudoval Lékařskou fakultu Univerzity Komenského v Martině. V letech 1982-1986 byl předsedou základní organizace Slovenského svazu ochránců přírody a krajiny v Banské Bystrici. V roce 1986 spoluzakládal tábor Stromu života v Kláštorisku.
K roku 1989 je profesně uváděn jako interní aspirant, bytem Banská Bystrica. Již počátkem roku 1990 se podílel na založení slovenské organizace Strany zelených. Na jejím ustavujícím sjezdu 21. ledna 1990 konaném v Banské Bystrici se stal předsedou strany. V roce 1991 ho vystřídal Peter Sabo. V letech 1990-1991 byl zároveň místopředsedou celostátní Strany zelených. V letech 1990-1992 působil jako ředitel odboru sociálních souvislostí při Federálním výboru pro životní prostředí v Praze a coby poradce ministra.
V prosinci 1989 nastoupil jako bezpartijní poslanec (respektive poslanec za Stranu zelených) v rámci procesu kooptací do Federálního shromáždění po sametové revoluci do slovenské části Sněmovny národů (volební obvod č. 107 - Banská Bystrica, Středoslovenský kraj). Ve federálním parlamentu setrval do konce funkčního období, tedy do voleb roku 1990.
I později se veřejně angažoval. V letech 1993-2003 jako ředitel nadace Ekopolis - Environmental Partnership for Central Europe - Slovakia, pak člen její správní rady. Zároveň byl v letech 1994-1995 členem správní rady Institutu pro studie Východ-Západ v Praze. V letech 1995-1998 byl rovněž členem Grémia třetího sektoru a členem řídícího výboru kampaně SOS pro třetí sektor. Od roku 1998 působil v poradním výboru Iniciativy pro komunitní filantropii při nadaci Open Society Fund Bratislava. Od 1996 působí v Iniciativě evropské komunitní filantropie v Centru evropské nadace v Bruselu. V letech 1997-1998 byl členem rady Nadace pro děti Slovenska. V roce 1998 pracoval v řídícím výboru pro volební kampaň OK 98 a v roce 1999 byl členem petičního výboru pro zvolení Magdy Vášáryové slovenskou prezidentskou, v letech 2000-2001 zastával post člena petičního výboru Za skutečnou reformu veřejné správy.
Působil i v slovenské místní politice. V komunálních volbách na Slovensku roku 1998 byl zvolen do městského zastupitelstva v Banské Bystrici. V roce 1994 byl zakládajícím členem správní rady komunitní nadace Zdravé mesto Banská Bystrica a později i jejím předsedou. Od roku 1997 byl členem Krajského grémia třetího sektoru Banskobystrického kraje. Od března 2003 pracoval na postu Community Foundation Senior Specialist v Světové bance ve Washingtonu, kde se zaměřoval na rozvoj komunitních nadací. Pak působil coby nezávislý expert Světové banky a publicista.
Jeho manželkou je aktivistka za ženská práva Oľga Pietruchová. Má tři syny.